# Mes mauvaises fréquentations
Albums de Katerine
Les Mariages chinois et la Relecture
(1993) Les Créatures
(1999)
Mes mauvaises fréquentations est le quatrième album de Philippe Katerine. Sorti en 1996, il prend une dimension plus importante que les albums précédents grâce à une orchestration plus riche et plusieurs voix. L'album est bien accueilli par la critique. Il sera suivi par une tournée.

## Liste des titres
Toutes les chansons sont écrites et composées par Philippe Katerine, sauf La joueuse qui est une reprise de la chanson de bande originale de Cléo de 5 à 7 par Agnès Varda et Michel Legrand.
| No  | Titre                             | Durée |
| --- | --------------------------------- | ----- |
| 1.  | Mon cœur balance                  |       |
| 2.  | Copenhague                        |       |
| 3.  | La joueuse                        |       |
| 4.  | Le jardin anglais                 |       |
| 5.  | Le manteau de fourrure            |       |
| 6.  | Le jardin botanique               |       |
| 7.  | Le coup de feu                    |       |
| 8.  | Le plus beau jour de ma vie       |       |
| 9.  | Parlez-vous anglais Mr Katerine ? |       |
| 10. | L’homme invisible                 |       |
| 11. | Les grands magasins               |       |
| 12. | Chanson des jours bénis           |       |
| 13. | Entre nous                        |       |
| 14. | Les pays lointains                |       |
| 15. | Vacances à l’hôpital              |       |
| 16. | Lorsque je dors                   |       |

Toutes les chansons sont écrites et composées par Philippe Katerine.
| 17. | Mon cœur balance (Version instrumentale)             | 2:10 |
| 18. | Mon bel Andalou (Nouvelle version)                   | 2:05 |
| 19. | Les chats                                            | 0:56 |
| 20. | Parlez-vous anglais Mr Katerine? (avec Kahimi Karie) | 3:10 |
| 21. | Parlez-vous français Mr Footrax?                     | 3:09 |

## Contributions
- enregistré sur magnétophone 24 pistes[2] à Bordeaux (le Châlet), Nantes (Crescendo) et Paris (Le garage)
- Avec: Anthony Ka (batterie)/ Simon Mary (contrebasse) / Philippe Eveno (guitare) / Katerine (chant) puis : Bruno Giroir (vibraphone). Geoffroy Tamisier (trompette) / Jean-Clair Lemé (flûte).
- Produit et arrangé par Philippe Katerine avec la participation de Philippe Eveno et Simon Mary
- Mixé à Paris par Dominique Ledudal et Katerine.
- Conception graphique par Christophe Lavergne
- Photos par Franck Roubaud